# La Nouaye
La Nouaye är en kommun i departementet Ille-et-Vilaine i regionen Bretagne i nordvästra Frankrike. Kommunen ligger i kantonen Montfort-sur-Meu som tillhör arrondissementet Rennes. År 2022 hade La Nouaye 357 invånare.

## Befolkningsutveckling
Antalet invånare i kommunen La Nouaye
Referens:INSEE